# Agia Triada (Pyrgiotissa)

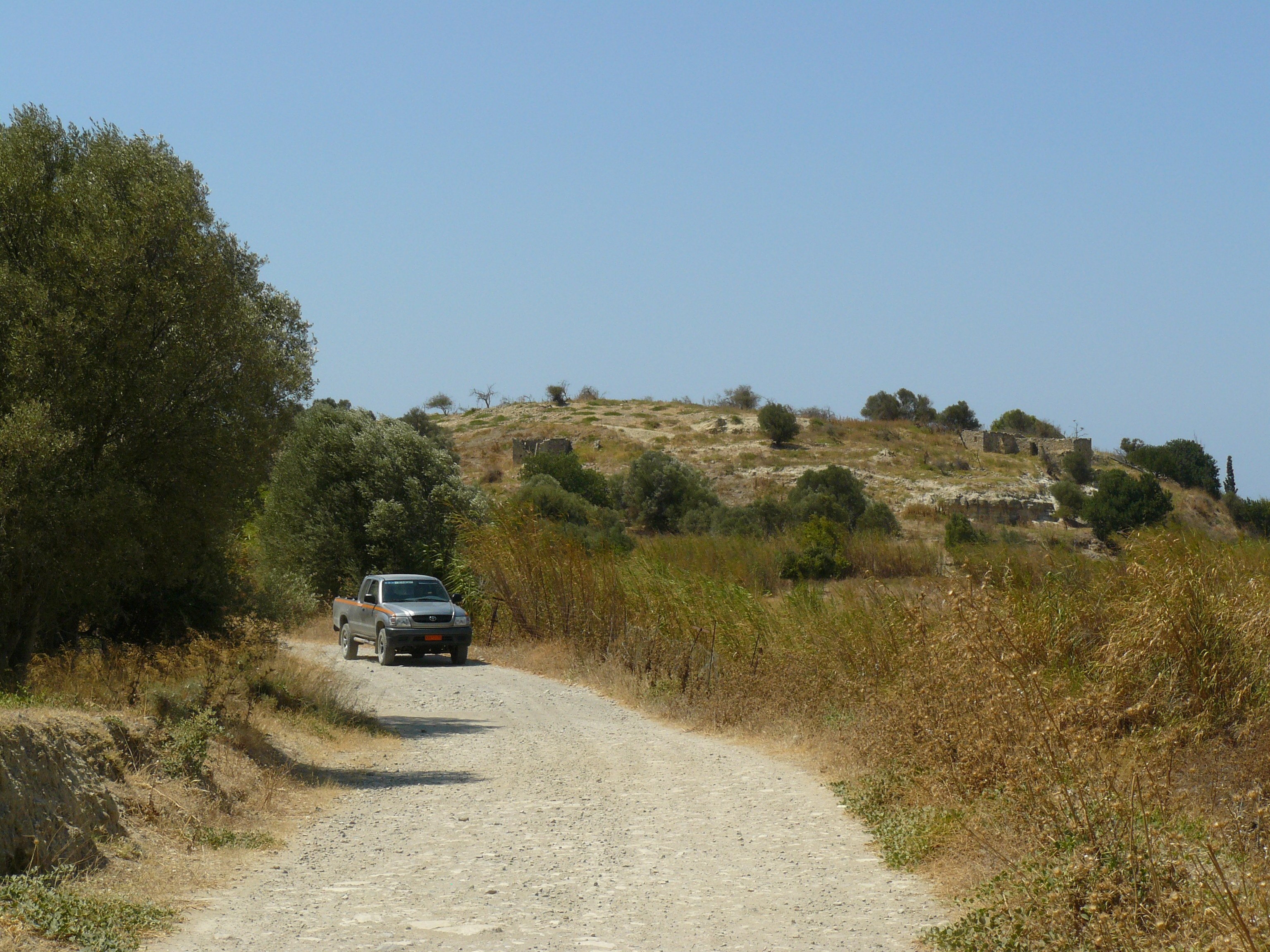
Häuserruinen von Agia Triada

Agia Triada (griechisch Αγία Τριάδα, deutsch ‚Heilige Dreifaltigkeit‘, venetisch Santa Trinita) war ein Dorf auf der griechischen Insel Kreta und lag auf einem Hügel im Westen der Messara-Ebene. Benannt war der Ort nach der Dorfkirche, die der Dreifaltigkeit geweiht war. 200 Meter östlich der Agia Triada-Kirche fand man eine minoische Stadt, die ab 1902 durch den italienischen Archäologen Federico Halbherr ausgegraben wurde. Da deren ursprünglicher Name bis heute unbekannt ist, wird sie nach dem ehemaligen Dorf Agia Triada genannt.

## Geschichte

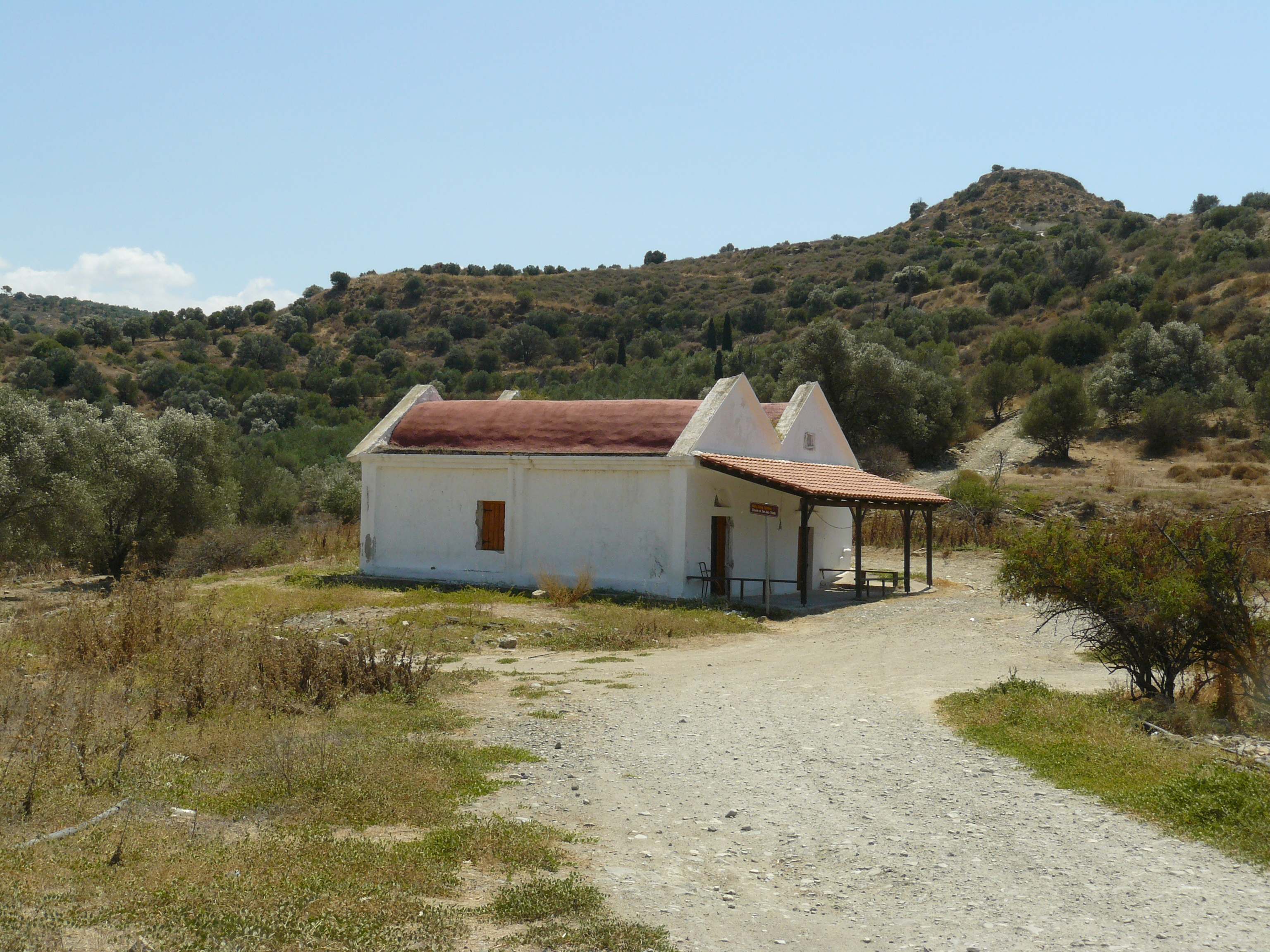
Agia Triada-Kirche

Agia Triada wurde im Mittelalter gegründet und im 14. Jahrhundert wurden die beiden Kirchen, Agia Triada und Agios Georgios Galatas, errichtet. Der Ort hatte nach einer venetianischen Erhebung im Jahre 1583 150 Einwohner. Laut der türkischen Volkszählung vom Jahre 1834 lag der Ort in der Eparchie Pyrgiotissa und nur noch sechs christliche Familien lebten dort. 1897 wurde das Dorf von türkischen Soldaten ausgeraubt und zerstört und von seinen Bewohnern verlassen. Heute sind neben den beiden Kirchen nur noch einige Häuserruinen erhalten.